# ناین انترتینمنت
ناین اینترتینمنت (انگلیسی: Nine Entertainment Co.) شرکت سرگرمی استرالیایی است، که در سال ۲۰۰۶ تأسیس شد.